# Собачья дверца (мультфильм)
«Собачья дверца» — российский рисованный мультфильм 2007 года, который создала режиссёр Наталья Мальгина по повести Константина Сергиенко «До свидания, овраг».

## Сюжет
Собачья стая жила в овраге на окраине города. Это были собаки, оставшиеся без хозяина. Старый пёс Хромой рассказал им, что если найти круглую собачью дверцу, то исполнится самое заветное желание. Рыжий пёс Гордый нашёл кольцо, но вожак стаи Чёрный только посмеялся над ним. Наступила осень. Гордый зализывал пораненную лапу. Мимо шёл человек, который увидел рану, позвал пса за собой, накормил его, обработал и перевязал ему лапу. Человек оказался художником. Пёс Гордый очень уважал кота Ямамото. Кот был сиамский и высказывал очень умные мысли. Ещё Гордый уважал старого пса Хромого, который всегда мог рассказать что-то интересное. Хромой совсем ослаб, вся стая пришла к нему попрощаться, и старый пёс умер. Собаки выли в овраге. На машине с клеткой в кузове приехали ловцы и поймали всю стаю. Прибежал художник и заступился за рыжего пса. Он сказал: «Это моя собака!» и забрал рыжего домой.

## Создатели
- Режиссёр — Наталья Мальгина
- Авторы сценария: Наталья Мальгина при участии Вадима Жука и Сергея Степанова
- Художник-постановщик — Елена Швец
- Композитор — Александр Марченко
- Звукорежиссёр — Виктор Брус
- Эскизы персонажей — Наталья Демидова
- Аниматоры: Дмитрий Новосёлов, Владимир Захаров, Екатерина Захарченко, Василий Шевченко, Наталья Дрожжа, Настя Грицына, Александр Маркелов, Сергей Кирякин
- Компоузинг и компьютерная обработка: Владимир Джиоев, Пётр Захаржевский, Владимир Березовой
- Директор фильма — Владимир Гассиев
- Художественный руководитель студии — Наталья Орлова
- Продюсер — Тенгиз Семёнов
- Создатели приведены по титрам мультфильма

## Роли озвучивали
- Дмитрий Ячевский (Гордый)
- Станислав Федосов (Хромой)
- Александр Пинегин (Чёрный)
- Юрий Парра (кот Ямамото)
- Лариса Брохман (такса-старушка)
- Мадлен Джабраилова (девушка художника)
- Сергей Пускепалис (художник)
- Миша Березовой (Крошка)

## Награды
- IX Международный фестиваль детского и юношеского кино «Лістападзік-2007» в Минске: Диплом «За талантливое раскрытие острой социальной темы»[1].
- «Большой Фестиваль Мультфильмов» в Детской программе Диплом[2].